# 格里尼昂
格里尼昂（法語：Grignan，法語發音：[ɡʁiɲɑ̃]）是法国德龙省的一个市镇，属于尼永斯区。

## 地理
格里尼昂（44°25'10"N, 4°54'29"E）面积43.43 平方千米，位于法国奥弗涅-罗讷-阿尔卑斯大区德龙省，该省份为法国东南部内陆省份，北起顺时针与伊泽尔省、上阿尔卑斯省、上普罗旺斯阿尔卑斯省、沃克吕兹省和阿尔代什省接壤。
与格里尼昂接壤的市镇（或旧市镇、城区）包括：蒙茹瓦耶、沙马雷、尚特梅勒-莱格里尼昂、科隆泽勒、雷欧维尔、萨勒苏布瓦、托利尼昂、格里永。

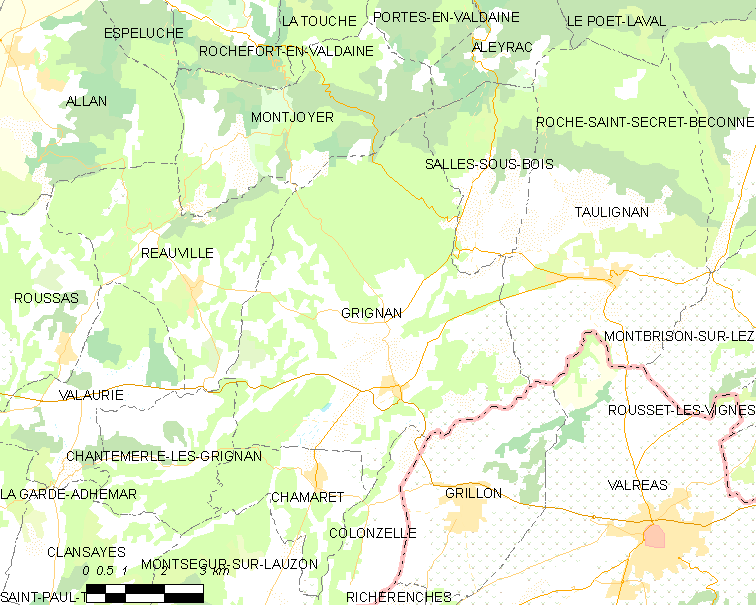
格里尼昂的OSM定位图

格里尼昂的时区为UTC+01:00、UTC+02:00（夏令时）。

## 行政
格里尼昂的邮政编码为26230，INSEE市镇编码为26146。

## 政治
格里尼昂所属的省级选区为格里尼昂县。

## 人口

1962-2008年间格里尼昂人口变化图示

格里尼昂于2022年1月1日时的人口数量为1589人。